# 國道四號 (中華民國)
中華民國國道四號，又稱臺中環線，簡稱國四。
全線位於臺中市，西起清水區，大略沿大甲溪左岸（南岸）往東而行，經豐原區後朝南轉彎，通過三座隧道後，至潭子區連接臺74線，全長共約28公里。

## 概述
臺中環線清水至豐原段於1997年4月9日開工，工程長達四年，2001年11月16日全線完工通車啟用，為臺中生活圈道路系統1號線；豐原至潭子段為臺中生活圈道路系統5號線。自西開始依序經過臺中市清水區、神岡區、豐原區，之後往南延伸到臺中市潭子區並接上台74線快速公路，全長26.8公里。大部分路段速限100公里，清水端至中港系統為雙向四車道；中港系統至豐勢為雙向六車道；豐勢到潭子系統為雙向四車道。

## 歷史
- 2001年11月16日，清水端至豐原端通車，速限訂為80公里。
- 2002年10月，中港系統至豐原端速限提高至90公里。
- 2003年4月，全線統一速限至90公里。
- 2012年6月1日，全線速限提高至100公里[1]。
- 2013年6月19日，台中環線豐原潭子段工程環評案通過[2]。
- 2017年7月18日，台中環線豐原潭子段舉行動土典禮，預定新設3處交流道，全長約11公里，預計2021年完工[3]。
- 2018年
  - 9月21日，神岡交流道往后里方向之月眉西側南向聯絡道路通車[4]。
  - 12月4日起，豐原端國豐路東行線封閉至2019年4月24日，施工期間國道4號豐原端下匝道及國豐路東行線車輛行經施工封閉區域前，須右轉行駛新闢臨時道路銜接豐勢路與富陽路口[5]。
- 2021年11月26日，豐勢交流道西行入口匝道通車[6]。
- 2022年
  - 1月22日，潭子交流道至潭子系統交流道路段（含主線1公里及匝環道5.79公里）與潭子聯絡道、豐原連絡道一同於下午6點30分通車[7]。
  - 5月30日，豐勢交流道東行出口匝道通車。
- 2023年1月16日，豐勢交流道西出東入至潭子交流道東出西入路段通車，國道四號豐原潭子段全線通車。

## 設施

### 交流道
| 國道四號主線路線設施里程一覽表 |      |          |                             |                          |                                                                                           | | |
| 標誌                           | 里程 | 名稱     | 順樁預告                    | 逆樁預告                 | 形式                                                                                      | 通車日 | 銜接道路 →聯絡地區 |
| 0                              | 0.0  | 清水端   | 高速公路起點                | 清水 台中港 高速公路終點 | 直接式                                                                                    | 2001年11月16日 | 台17線（臨港路）⇒台1線（中華北路）、 清水交流道 · →清水區、大甲區、梧棲區、臺中港                                               |
| 2                              | 2.3  | 中港系統 | 大甲（B） 沙鹿（A）         | 沙鹿（A） 大甲（B）      | 環狀三葉型                                                                                | 2001年11月16日 | 福爾摩沙高速公路 |
| 9                              | 9.0  | 神岡     | 后里 神岡                   | 神岡 后里                | 環狀雙葉型                                                                                | 2001年11月16日（往神岡方向） 2018年9月21日（往后里方向）                                                                         | 神岡聯絡道⇒中79線（三民路） · 中133線（后神路）⇒市道132號（甲后路） · →神岡區、后里區                                             |
| 11                             | 11.7 | 台中系統 | 后里 台中                   | 台中 后里                | 環狀雙葉型                                                                                | 2001年11月16日 | 中山高速公路 |
| 14                             | 14.0 | 后豐     | 后里 豐原                   | （僅東出西入）           | 半套鑽石型 鑽石型（規畫中）                                                               | 2001年11月16日（東出西入） 規畫中（西出東入）                                                                                    | 台13線（三豐路） · 中135線（豐科路） · 側車道：國豐路 · →豐原區、后里區                                                         |
| 17                             | 17.8 | 豐勢     | 東勢 豐原                   | 豐原 東勢                | 半套鑽石型 （東出西入銜接國豐路） 半套Y型 （西出東入銜接富陽路） Y型 （銜接東豐快速道路） | 2001年11月16日（原豐原端） 2021年11月26日（西入） 2022年5月30日（東出） 2023年1月16日（西出東入） 預計2029年（銜接東豐快速道路） | 東勢豐原生活圈快速道路 · 台3線（豐勢路） · 富陽路（僅西出東入） · 側車道：國豐路 · →豐原區、石岡區、東勢區                      |
| 18.1 隧道                      |      |          |                             |                          |                                                                                           | | |
| 19.9                           |      |          |                             |                          |                                                                                           | | |
| 20.1 隧道                      |      |          |                             |                          |                                                                                           | | |
| 20.6                           |      |          |                             |                          |                                                                                           | | |
| 20.7 隧道                      |      |          |                             |                          |                                                                                           | | |
| 22.3                           |      |          |                             |                          |                                                                                           | | |
| 26                             | 26.0 | 潭子     | 潭子                        | 潭子                     | 複合型                                                                                    | 2022年1月22日（西出東入） 2023年1月16日（東出西入）                                                                              | 中86線（僅西出東入） · 豐原聯絡道（僅西出東入）⇒豐原大道 · 潭子聯絡道⇒中89線（豐興路）、福貴路 · 旱溪東、西路 · →豐原區、潭子區 |
| 28                             | 26.8 | 潭子系統 | 霧峰 太平 快官 高速公路終點 | 高速公路起點             | 複合型                                                                                    | 2022年1月22日 | 快官霧峰線 |

### 隧道
| 名稱        | 長度      | 長度      | 竣工日期      |
| 名稱        | 東行      | 西行      | 竣工日期      |
| ----------- | --------- | --------- | ------------- |
| 豐原1號隧道 | 1,792公尺 | 1,791公尺 | 2023年1月13日 |
| 豐原2號隧道 | 436公尺   | 471公尺   | 2023年1月13日 |
| 豐原3號隧道 | 1,586公尺 | 1,586公尺 | 2023年1月13日 |

## 車道數與速限
| 路段                       | 車道數 | 車道數 | 車道數 | 速限（km/h） | 速限（km/h） |
| 路段                       | 東行   | 西行   | 雙向   | 東行         | 西行         |
| -------------------------- | ------ | ------ | ------ | ------------ | ------------ |
| 清水端～中港系統交流道     | 2      | 2      | 4      |              |              |
| 中港系統交流道～后豐交流道 | 3      | 3      | 6      |              |              |
| 后豐交流道～豐勢交流道     | 3      | 2      | 5      |              |              |
| 豐勢交流道～潭子交流道     | 2      | 2      | 4      |              |              |
| 潭子交流道～潭子系統交流道 | 2      | 2      | 4      |              |              |

## 後續計畫

### 清水延伸段
2015年4月20日，臺中市政府正式公布「大臺中公路建設路網藍圖」，將由清水端向西延伸以銜接台61線，長約4.3公里，但在2015年11月22日公布的施政計畫中已將此計畫刪除。
2022年12月27日下午，清水端與台17線（臨港路）路口發生死亡車禍，地方要求將國道四號延伸至臺中港並增設交流道，避免大型重車下平面道路影響當地居民行車安全。

### 東勢豐原生活圈快速道路（石岡東勢聯絡道）
簡稱東豐快，西起豐勢交流道，跨越台3線後，往東以隧道穿越公老坪山區，出隧道後採高架道路跨越台3線與東豐自行車道，到大甲溪南岸改採路提方式，再轉東南跨越大甲溪，依防汛道路到東勢大橋東端跨越台3線銜接到台8線。沿線通過豐原區、石岡區及東勢區，道路全長9.634公里。本路線之環境影響評估已於2014年3月21日經過市府「環境影響評估審查委員會第25次會議」審議，決議通過。現正辦理設計工作中，預計2014年8月底可完成第1標工程發包並辦理開工，並於2019年底前全線完工通車；首段動土的第4標跨大甲溪橋梁段工程已於2014年8月31日動工。
第1及第2標石岡豐原段，在時任臺中市市長胡志強任內動工，但因公老坪隧道路線環評程序瑕疵問題，遭石岡反徵收自救會提起訴願後被後來上任的市長林佳龍宣布因環評瑕疵停工，後經臺中高等行政法院認定新環評案有瑕疵致使環評遭撤銷定讞並須重新辦理環評，之後並重啟環評後曾計畫選定以大甲溪南岸路線並將第1及第2標送入第二階段環評。第3標在選線確定後已完成細部設計；第4標跨大甲溪橋梁段長度928公尺，橋寬23公尺，為一座跨大甲溪之雙鯉魚造型脊背橋塔，已於2018年11月完工；第5標東勢粵新堤防段為台8線與正二街路口跨越台3線、銜接粵新堤防並連結第4標，長度為1.297公里，寬度從21.4至19.8公尺，該段工程主線配置雙向四線快車道，路堤段兩側各配置一混合側車道；鋼構箱型橋主體工程已於11月中旬完工。
台中市長盧秀燕2019年4月接手重啟第二階段環評，2020年10月28日第二階段環評初審通過，2021年2月4日時第二階段環評通過，並希望於2022年動工，惟石岡反徵收自救會仍表明抗爭到底。
2021年8月20日，台中市議員陳清龍質詢建議豐勢交流道應採「立體交叉共構」減少車流下平面的塞車問題，並抨擊台中市政府建設局一直不予採納及眼光不夠長遠。台中市政府建設局指出，東豐快與豐勢交流道銜接已與高公局協商並取得共識，規劃以高架跨越台3線銜接國4系統方式辦理，豐潭段工程也預先留設接合板以提供未來銜接運用，並將於細部設計階段，完善豐勢交流道系統的可行性評估。

### 后豐交流道增設西出及東入匝道
因后豐交流道僅設置東出及西入匝道，且自國道四號豐原至潭子路段在於2023年1月16日全線通車後，雖豐勢交流道可提供東向（東入及西出匝道）進出高速公路。惟臺中市政府、當地民意代表及民眾強烈建議應於后豐交流道增設東入西出匝道，以有效改善繞路及塞車等問題。時任交通部長李孟諺建議臺中市政府盡速啟動可行性評估作業，以利後續納入討論，並於完成可行性評估後，循序向高速公路局提出申請；經費部分，用地費依往例是由地方負責，交通部承諾會全額支應工程費用。

## 相關資訊
- 興建單位：
  - 交通部台灣區國道新建工程局（清水端至豐勢）
  - 交通部高速公路局（豐勢至潭子系統）
- 維護單位：交通部高速公路局
- 管理單位：內政部警政署國道公路警察局

### 文獻
- 交通部臺灣區國道新建工程局. . 台灣. 2001.
- 交通部臺灣區國道新建工程局. . 台灣. 2005.
- 國道4號豐原大坑段及台中生活圈4號道路建設計劃

## 外部連結
- OpenStreetMap上有關國道四號的地理
- 國道4號臺中環線豐原潭子段計畫 (交通部高速公路局) （页面存档备份，存于）
- 國道四號路線資訊（高公局） （页面存档备份，存于）
- 國道4號神岡系統交流道跨越大甲溪月眉西側南向聯絡道 （台中市政府公告）[永久]